# Louise de Lorraine-Chaligny
Pour les articles homonymes, voir Louise de Lorraine.
Louise de Lorraine-Chaligny est un membre de la Maison de Lorraine vivant à la cour française, née en 1594 et morte le 1er décembre 1667 à Mons.

## Biographie
Arrière-petite-fille d'Antoine, duc de Lorraine et de Bar, la princesse est la fille de Henri de Lorraine, comte de Chaligny, prince du Saint-Empire, et de Claude de Moy. Elle est la nièce de la reine douairière de France Louise de Lorraine-Vaudémont qui meurt en 1601. 
Elle épouse par contrat passé à Nancy le 19 mars 1608 le prince Florent de Ligne, marquis de Roubaix. Grâce à l'argent de sa dot, son mari achète, par contrat passé à Bruxelles le 10 octobre 1613, le titre de prince d'Amblise en Hainaut à Claude d'Anglure, seigneur de Bourlémont. De ce mariage naissent Albert-Henri (1615-1641), prince de Ligne, et Claude-Lamoral Ier (8 novembre 1618 - Madrid, 21 décembre 1679).
Après la mort de son mari, la princesse de Ligne prend le voile dans le couvent des Capucines de Mons, qu'elle a fondé.